# Yolanda Rayo
 (août 2024).
Si vous disposez d'ouvrages ou d'articles de référence ou si vous connaissez des sites web de qualité traitant du thème abordé ici, merci de compléter l'article en donnant les références utiles à sa vérifiabilité et en les liant à la section « Notes et références ».
Yolanda Rayo est née à Bogota, le 29 mars 1968, et est une chanteuse de salsa colombienne.

## Biographie
C'est son père, qui durant le jeune âge de Yolanda, découvrit la puissance de sa voix et l'encouragea à prendre part aux festivals de l'école. 
Après avoir gagné un concours dans une école locale, elle décida de poursuivre sa carrière dans l'industrie de la musique.
 
Durant les premières années de sa carrière professionnelle, elle chanta avec un certain nombre de groupes tels que Los Exclusivos De Alex, Yajé, Chucho Nuncia y La Fuerza Mayor, Los Diablos del Caribe et Grupo Fuego.
En 1999, elle fit un bond dans les charts colombiens avec son tube "Voy a ganarme tu amor" et a été également élue artiste du nouveau millénaire par le magazine TV y Novelas.
 
Elle est également l'interprète du titre "A San Lazaro".

Avec une touche Cubaine, un mélange de sensualité et d'innocence, et une formidable capacité d'interprétation, la question de passion pour la Salsa de Yolanda Rayo ne se pose pas.

## Discographie
- Metamorfosis (1997)
- Yolanda Rayo (1999)
- Dicen Por Ahí Que Soy Fea (2000)
- Yo soy Betty la Fea (2000)
- Tiempos Mejores (2001)